# Hersberg
Hersberg es una comuna suiza del cantón de Basilea-Campiña, situada en el distrito de Liestal. Limita al noroeste con la comuna de Arisdorf, al noreste con Magden (AG), al sureste con Nusshof, al sur con Sissach y Lausen, y al suroeste con Liestal.